# Lamyctes castaneus
Lamyctes castaneus är en mångfotingart som beskrevs av Carl Graf Attems 1909. Lamyctes castaneus ingår i släktet Lamyctes och familjen fåögonkrypare.
Artens utbredningsområde är:
- Lesotho.
- Zimbabwe.

Inga underarter finns listade i Catalogue of Life.